# Платина
Платина (Pt, лат. platinum) јесте хемијски елемент, прелазни метал. Назив потиче од шпанске речи platina што означава сребро. Постоји 36 изотопа чије се атомске масе налазе између 172—201. У природи се налазе изотопи са атомским масама 190, 192, 194, 195, 196 i 198, од којих су постојани 192 (најмање заступљен), 194, 195, 196 i 198.
Заступљена је у земљиној кори у количини од 0,001 ppm, облику руда платине и као пратилац руда никла и бакра. У Америци је била познат још у време пре Колумба. У Европу су га донели Шпанци 1750, који су сматрали да је то само друга врста сребра. У чистом облику је сребрнобели метал, кован и лако се извлачи у жице. Користи се и за израду накита.
Најважнија једињења платине су: хексахлороплатинска киселина, платинахлорид и комплексна органскометална једињења која настају из њих, која се масовно користе као катализатори у индустрији. Убраја се у племените метале, не реагује са водом, ваздухом, већином киселина и база. Реагује само са царском водом, флуороводоником и другим такозваним суперкиселинама. Платина је неотровна и не узрокује рак. Нека њена једињења се користе у хемотерапији у борби против одређених врста рака.
Налазиште платине је откривено у околини Трстеника.

## Историја
Назив потиче од шпанске речи platina, која је облик деминутива од речи plata што означава сребро. У Европи први пут се спомиње у делу италијанског хуманисте Јулијуса Цезара Скалингера. Он описује мистериозни бели метал, који је отпоран на све покушаје растварања. Доста прецизнији и детаљнији опис њених особина дао је Антонио де Уљоа 1748. године.
Сматра се да је платина први пут кориштена у старом Египту у трећем миленијуму п. н. е. Британски истраживач Флиндерс Питри открио је 1895. године староегипатски накит који у себи садржи мале количине платине. Платину су користили и јужноамерички Индијанци. Добијала се из златне прашине при испирању златоносних речних токова, али се није могла јасно одвојити од злата. У тадашњим ковачницама несвесно су користили чињеницу да је могуће изузетно добро заварити природне листиће платине са златном прашином. При томе, злато је деловало као лем па се након бројних понављања процеса ковања и загрејавања могла добити релативно хомогена, светла легура која се могла обрађивати у ковачници. Она се није могла поновно растопити и била је постојана попут злата, мада сребрнасто-беле боје. Већ при уделу од око 15% платине, легура поприма светло сиву нијансу. Међутим, чиста платина у то време није била позната.
У 17. веку у шпанским колонијама у Америци, платина је заправо била пратећи материјал који је ометао њихову потрагу за златом. Сматрали су је као нечисто злато те су је, након што су извадили злато, враћали назад у реке Еквадора. Пошто има сличну специфичну тежину као и злато, а не топи се на температури талишта злата, постала је омиљена код кривотвораца и превараната. Због тога, шпанска влада је наредила забрану њеног извоза. Забрана је ишла чак дотле да се платина бацала у море да би се стало у крај шверцу и преварама.
На алхемији 18. века је био задатак да покаже разлику платине и чистог злата али је при тадашњем стању технике то било изузетно тешко. Међутим, пробуђено је занимање за платину. Антонио де Уљоа је 1748. године објавио исцрпан извештај о особинама овог метала. Две године касније, 1750. енглески научник Вилијам Браунриг начинио је чисти прах платине. Луј Бернар Гитон де Морво је 1783. године пронашао једноставни процес индустријског добијања платине.

## Особине

### Физичке
У чистом облику је сребрнобели метал, кован и лако се извлачи у жице. Изузетно добро је отпорна на корозију. Убраја се у племените и меке тешке метале, не реагује са водом, ваздухом, већином киселина и база. Реагује само са царском водом. Релативна густина платине је 21,45, а тачка топљења између 1768,3 и 1772°.
Због своје добре постојаности, отпорности на спољне утицаје и реткости налажења у природи, платина је посебно прикладна за израду вредног накита.

### Хемијске
Као и други метали из платинске групе, платина има одређене контрадикторне особине. Са једне стране има особине типичне за племените метале, док је истовремено врло реактивна и селективно каталитичка наспрам одређених једињења и у посебним условима реакције. При вишим температурама, платина такође показује своју стабилност. Због тога је занимљива у многим индустријским гранама.
У хлороводоничној и азотној киселини засебно није растворљива. Међутим, у врућој царској води, која је мешавина хлороводоничне и азотне киселине, платина се раствара дајући црвено-смеђу хексахлороплатинску(IV) киселину. Платину такође напада и хлороводична киселина сама, у присуству кисеоника, али и врела азотна киселина. Нагризају је и раствори неких соли, попут алкалних, пероксидних, нитратних, сулфидних и цијанидних соли. Многи метали могу градити легуре са платином, између осталих жељезо, никл, бакар, кобалт, злато, волфрам, галијум, калај и други. Изузетно је значајна чињеница да платина делимично реагује и даје једињења са сумпором, фосфором, бором, силицијумом и угљеником у било којем облику под повишеном температуром. Са платином реагују и многи оксиди, због чега се за посуде за топљење платине могу користити само одређени материјали. На пример при топљењу метала помоћу пропан-кисеоник пламена потребно је радити са неким неутралним или слабооксидирајућим пламеном. Најбоље решење било би електрично индуцирано загрејавање без пламена у керамичкој посуди од цирконијум диоксида.

### Каталитичке
Осим водоника и кисеоника, многи други гасови се могу везати на платину у активираном стању. Због тога платина има значајне каталитичке особине; у њеном присуству кисеоник и водоник бурно и експлозивно реагирају дајући воду. Осим тога, она је и каталитичка активна супстанца при каталитичком реформингу. Међутим, платинасти катализатори врло брзо остаре и онечисте се те им каталитичке особине опадају (трују се), стога се такви катализатори морају обнављати. Порозна платина, која је нанесена на посебно велику површину назива се и платинасти сунђер. Због своје велике површине тако припремљена платина исказује много боље каталитичке особине.

### Изотопи
Платина има 37 познатих изотопа и изомера чије се атомске масе налазе између 172 - 201. У природи се налазе изотопи са атомским масама 190, 192, 194, 195, 196 и 198, од којих су сви стабилни осим изотопа 190Pt, који има врло дуго време полураспада.

## Распрострањеност
Платина се у природи може наћи самородна, тј. могуће је пронаћи зрна, каменчиће или њихове делове састављене из чисте елементарне платине, те се у Међународној минеролошкој асоцијацији (ИМА) признаје као минерал. У систематици минерала по Струнцу (9. издање), платина се налази у класи минерала елементи, одјељак метали и међуметална једињења, где је у пододељку под називом платинска група елемената заједно са иридијумом, паладијумом и родијумом чини групу са ознаком 1.AF.10. У 8. издању, данас застарелом, међутим још увек кориштеном, платина се налазила у систему број I/A.14-70 (елементи - метали, легуре и међуметална једињења).
Након што је Ханс Меренски 1924. године открио наслаге платине у такозваном Меренски гребену у Јужној Африци, почела је њена тржишна експлоатација. Поред Јужне Африке са 139 тона, највећи светски произвођачи платине у 2011. години биле су Русија са 26 тона и Канада са 10 тона, које заједно производе 91,1% укупне светске производње платине, а која износи око 192 тоне. До 2011. године платина је пронађена на око 380 места у свету, између осталих у Етиопији, Аустралији, Бугарској, Немачкој, Француској, Гвинеји, Индонезији, Италији, Јапану, Колумбији, Мексику, Норвешкој, Словачкој, Шпанији, Филипинима, Турској и САД.
Платина се може пронаћи у облику хемијских једињења у бројним познатим минералима. До данас је познато око 50 платинских минерала.

## Добијање
Метална платина (платински сапун) се данас готово не производи. У рудницима, платина се индустријски добија само још у јужноафричком комплексу Бушвелд, у мањој мери у комплексу Стилвер у Монтани, САД и горју Гејт Дајк у Зимбабвеу. Међу јужноафричким рудницима неки од највећих су на пример Лонмин, Англоамеричка платина и Импала платина.
Извор платине су такође и прерађивачи обојених метала (попут бакра и никла) у Онтарију, Канада (Шири Садбери), те код руског града Норилска. У овим случајевима платина се добија као споредни производ рафинирања никла. У споредне платинске елементе спада пет метала, чије хемијске особине доста наличе платини и чије одвајање и чишћење из платине раније представљало велике потешкоће код прерађивача платине. Иридијум, осмијум, паладијум и родијум су откривени 1803. године, те рутенијум 1844. године.
Платинасти сунђер настаје жарењем амонијумхексахлорид платината или при загрејавању папира који је натопљен раствором платинастих соли. При рециклирању платине, она се добија на два начина Први је оксидирањем једињења платине у царској води, мешавини хлороводоничне и азотне киселине. Други начин је да се та једињења растворе у мешавини сумпорне киселине и хидроген пероксида. У овим растворима, платина се веже у облику комплексних једињења (на пример у случају растварања у царској води као хексахлороплатинска(IV) киселина) те се из њих може поновно добити путем редукције.
Истраживачи на националном Универзитету Џунг Сјанг на Тајвану су открили и развили нови начин при чему се платина електрохемијски раствара у мешавини цинк хлорида и посебне јонске течности. Под јонском течностима подразумевају се неке органске соли, које се топе при температурама испод 100 ° и која поседује добре особине проводљивости. При томе се употребљена платина се користи у облику електроде, прикључена као анода те се урања у јонску течност која се загрејава на око 100 °. Тиме се платина раствара оксидативно. Касније се растворена платина у чистом облику прикупља на носећој електроди.

## Употреба
Због њене доступности и одличних особина, платина и легуре платине се користе у бројне сврхе и на различите начине. Због својих особина, она је највише тражени материјал за израду лабораторијских уређаја и посуђа, јер не утиче за бојење пламена. Користи се у виду танких платинских жица којима се придржавају различити материјали при испитивању сагоревања са пламеником.
Платина се, поред наведеног, користи у великом броју области:
- Платина је племенити метал и један је од најскупљих племенитих метала, чија је цена на тржишту виша од цене злата. Око 65 пута је скупља од сребра.[12] Због тога се платина употребљава за израду скупоценог накита, али и као средство плаћања при трговини уместо злата. Њена предност у односу на злато је што је она тврђа и механички постојанија од злата, те се њоме злато обогаћује и легира. Многе државе издају посебне комеморативне и вредоносне кованице од чисте платине, које не служе за свакодневне платне трансакције него представљају начин улагања у племените метале. Неке од тих кованица су канадски платински Maple leaf (лист јавора), амерички платински Eagle (орао) и руска платинска рубља, која се ковала од платине у периоду од 1828. до 1846. године. Руска платинска рубља, на пример, ковала се у номиналној вредности од три рубље, а садржавала је 10,3 грама платине.
- Користи се за термоелементе, терморезисторе и топлотне отпорнике
- Електроде, алат за контакте и аутомобилске свећице
- Аутомобилске катализаторе, али и катализаторе за индустријске процесе и погоне. На пример, користи се у постројењима која производе азотну киселину и топионицама где се израђују легуре платине и родијума. Процењује се да је 2005. године за производњу катализатора од платине у свету потрошено 3,86 милиона унци платине односно 120,1 тона.
- Магнетне алате
- Лабораторијско посуђе, уређаје за анализе и израду хемијских уређаја
- Посуде за топљење у производњи стакла
- Легуре које се користе за побољшавање квалитета стакла
- Медицинске имплантате, додатке легурама за стоматолошке материјале
- Пејсмејкере (електричке стимулаторе рада срца)
- Оплате за спејс-шатл и ракете
- Платинска огледала (огледала и полупрозирна огледала, која за разлику од сребрених огледала не могу потамнети)
- Делове за ласерске штампаче
- Пошто се чиста платина у облику жице загреје у присуству метил алкохола[6], користи се и за израду упаљача за цигарете и грејача за руке.

Највише употребљавани алат за производњу оптичког стакла је чиста платина, док се платина са додатком 0,3% до 1% иридијума користи за израду посуда за топљење и системе цеви. Такође се користе и легуре PtRh3 и PtRh10 за захтевне алате који требају имати јаке механичке особине, попут мешалице.
Међународни биро за тегове и мере и данас у свом трезору чува еталон за килограм који је израђен од легуре 90% платине и 10% иридијума.

## Легуре
Постоје две легуре платине које се употребљавају за производњу накита:
- Легура од 96% чисте платине и 4% чистог паладијума (влакнаста платина, негде се означава као Pt960/Pd) (тачка топљења: 1750 °C, густина: 20,8 g/cm3, тврдоћа по Бринелу: 55, отпор извлачења: 314 N/mm2, развлачење лома: 39).
- Легура од 96% платине и 4% чистог бакра (јувелирска платина) (тачка топљења: 1730 °C, густина: 20,3 g/cm3, тврдоћа по Бринелу: 110, отпор извлачења: 363 N/mm2, развлачење лома: 25)

Поред ових легура, постоје бројне легуре платине за индустријске и техничке намене:
- Пт1Ир је легура од 99% платине и 1% иридијума, користи се за израду уређаја за оптичко топљено стакло.
- Pt3Ir је легура од 97% платине и 3% иридијума, користи се за израду уређаја за мешање оптичког топљеног стакла.
- Pt5Rh је легура од 95% платине и 5% родијума, користи се за израду уређаја за мешање оптичког топљеног стакла.
- Pt10Rh је легура од 90% платине и 10% родијума, користи се за израду уређаја за техничко топљено стакло.
- Pt20Rh је легура од 80% платине и 20% родијума, користи се за израду уређаја за техничко топљено стакло.
- Pt30Rh је легура од 90% платине и 30% родијума, користи се за израду уређаја за техничко топљено стакло.
- FKS Pt је материјал од чисте платине са додатком од око 0,2% цирконијум оксида, користи се за израду уређаја за оптичко топљено стакло.
- FKS Pt10Rh је легура од 90% платине и 10% родијума уз додатак од око 0,2% цирконијум оксида, користи се за израду уређаја за техничко топљено стакло.

Легура платине и кобалта има јаке магнетне особине. Једна од тих легура, направљена од 76,7% платине и 23,3% кобалта (по тежинском односу) је екстремно јак магнет који показује двоструко јачи производ максималне енергије (производ густине магнетног тока и јачине поља, BH(max)) од легуре алнико.

## Једињења
Најважнија једињења платине су: хексахлороплатинска киселина, хлориди платине и комплексна органометална једињења која настају из њих, која се масовно користе као катализатори у индустрији.
- Платина(IV)-оксид хидрат (PtO2 · x H2O) црно-смеђи прах, нашао је широку примену као катализатор у органској хемији
- Платина(VI)-оксид (PtO3)
- Платина(II)-хлорид (PtCl2), Платина(IV)-хлорид (PtCl4)
- Тетрахлоро платинска киселина (H2[PtCl4])
- Хексахлоридо платинска киселина (H2[PtCl6])
- Платина(IV)-флуорид (PtF4)
- Платина(V)-флуорид (PtF5)
- Платина(VI)-флуорид (PtF6)
- Платина(II)-бромид (PtBr2)
- Платина(IV)-бромид (PtBr4)
- Платина(II)-јодид (PtI2)
- Платина(IV)-јодид (PtI4)
- Платина(II)-оксид (PtO)
- Платина(II)-сулфид (PtS)

Пример једињења где је платина са оксидацијским бројем 0 је:
- Тетракис(трифенилфосфин)платина (Pt(PPh3)4)

Једињења са силицијумом (нпр. за инфрацрвене камере):
- PtSi
- Pt2Si
- Pt3Si

Једињења са алуминијумом:
- PtAl2 је кристално једињење, златно-жуте боје, доста ломљиво
- Pt3Al је такође кристално једињење, али сребренасте боје